# Haubstadt (Indiana)
Haubstadt es un pueblo ubicado en el condado de Gibson en el estado estadounidense de Indiana. En el Censo de 2010 tenía una población de 1577 habitantes y una densidad poblacional de 856,38 personas por km².

## Geografía
Haubstadt se encuentra ubicado en las coordenadas 38°12′11″N 87°34′33″O / 38.20306, -87.57583. Según la Oficina del Censo de los Estados Unidos, Haubstadt tiene una superficie total de 1.84 km², de la cual 1.82 km² corresponden a tierra firme y (0.98%) 0.02 km² es agua.

## Demografía
Según el censo de 2010, había 1577 personas residiendo en Haubstadt. La densidad de población era de 856,38 hab./km². De los 1577 habitantes, Haubstadt estaba compuesto por el 98.22% blancos, el 0.57% eran afroamericanos, el 0.19% eran amerindios, el 0.19% eran asiáticos, el 0% eran isleños del Pacífico, el 0.19% eran de otras razas y el 0.63% pertenecían a dos o más razas. Del total de la población el 0.63% eran hispanos o latinos de cualquier raza.